# Мете-Марит од Норвешке
Мете-Марит, крунска принцеза Норвешке (норв. Kronprinsesse Mette-Marit av Norge; Кристијансанд, 19. август 1973) је супруга Хокона, престолонаследника Норвешке.

## Детињство и образовање
Мете-Марит је рођена као Мете-Марит Тјесем Хејби (норв. Mette-Marit Tjessem Høiby) 19. августа 1973. у Кристијансанду, Норвешка. Њени родитељи, познати новинар Свен О. Хејби и Марит Тјесем, развели су се када је Мете-Марит имала једанаест година, и Мете-Марит и њена два брата и сестра су остали да живе са својом мајком. Оба њена родитеља су се касније поново венчала, Марит Тјесем 1994. са Ролфом Бернтсеном, а Свен О. Хејби се 2005. са оженио Ренатом Баргорд. Трунд Бернтсен, син Мете-Маритиног очуха из првог брака, погинуо је у нападима у Норвешкој 22. јула 2011. године.
Мете-Марит је одрасла у Кристијансанду, где је похађала основну и средњу школу. Била је активиста локалног омладинског клуба Slettheia, који јој је омогућио да преко ученичке размене шест месеци проведе у средњој школи у Викторији, Аустралија. Након положене матуре 1994. године, уписала се на Универзитет Агдер у Кристијансанду. Према сопственом признању, Мете-Марит је у то време пролазила кроз своју „бунтовничку фазу“, те јој је било потребно више времена да заврши средњу школу но што је то уобичајено. Након удаје је једно време похађала предавања из оријенталних и афричких студија на Универзитету у Лондону, и из уметности и друштвених наука на Универзитету у Ослу. Године 2012. Мете-Марит је стекла диплому мастера менаџмента.

## Брак и породица
Мете-Марит и Хокон, престолонаследник Норвешке, упознали су се 1999. године преко заједничких пријатеља. Њихова веза, а касније и веридба, привукла је велики број контроверзи, будући да је Мете-Марит била бивша конобарица и да је већ имала дете из ванбрачне везе са човеком осуђиваним за поседовање наркотика. Међутим, Мете-Маритина репутација се с временом побољшала, и она је постала врло популарна у норвешком народу. Хокон и Мете-Марит су се венчали 25. августа 2001. године у Ослу, а кум на венчању био им је Фредерик, престолонаследник Данске. По удаји Мете-Марит је добила титулу Њеног краљевског височанства крунске принцезе Норвешке.
Пре но што се удала за Хокона, Мете-Марит је већ имала једно дете, сина Маријуса Борга Хјебија (рођеног 13. јануара 1997. у Ослу) из везе са Мортеном Боргом. Иако је га Хокон званично усвојио као свог сина, Маријус није у линији наследства норвешког престола. Мете-Марит је у више прилика замолила јавност да поштује Маријусову приватност будући да он није принц.
Хокон и Мете-Марит имају двоје биолошке деце, који заузимају друго и треће место у линији наследства норвешког престола, а такође су и у линији наследства престола Уједињеног Краљевства и још петнаест држава Комонвелта.
- Њено краљевско височанство принцеза Ингрид Александра рођена је 21. јануара 2004. године у Ослу. Она, краљ, краљица, принц престолонаследник и крунска принцеза чине Краљевску кућу Норвешке.[15] Њени кумови на крштењу били су Фредерик од Данске, Викторија од Шведске, Фелипе од Шпаније, Марта Луиза од Норвешке и Мете-Маритина мајка Марит Тјесем.
- Његово краљевско височанство принц Сваре Магнус рођен је 3. децембра 2005. године у Ослу. Због правила мушке примогенитуре, Сваре Магнус заузима позицију испред своје сестре у линији наследства британског престола. Његови кумови на крштењу били су Сонја од Норвешке, Максима од Холандије, Павлос од Грчке, Росарио од Бугарске, Мете-Маритин брат Еспен Хејби, и пријатељи Хокона и Мете-Марит Бјерн Стајнсланд и Маријан Јелестад.

## Породица

### Родитељи
| име          | слика | датум рођења       | датум смрти    |
| ------------ | ----- | ------------------ | -------------- |
| Свен Хејби   |       | 14. новембар 1936. | 21. март 2007. |
| Марит Тјесем |       | 1937.              |                |

### Дете из ванбрачне везе са Мортеном Боргом
| име                | слика | датум рођења     |
| ------------------ | ----- | ---------------- |
| Маријус Борг Хејби |       | 13. јануар 1997. |

### Супружник
| име                               | слика | датум рођења  |
| --------------------------------- | ----- | ------------- |
| Хокон, престолонаследник Норвешке |       | 20. јул 1973. |

### Деца
| име                           | слика | датум рођења      |
| ----------------------------- | ----- | ----------------- |
| Ингрид Александра од Норвешке |       | 21. јануар 2004.  |
| Сваре Магнус од Норвешке      |       | 3. децембар 2005. |

## Краљевске дужности
Прва краљевска дужност Мете-Марит било је појављивање на додели Нобелове награде за мир 2001. године у Ослу, када је још увек била вереница престолонаследника Хокона. Мете-Марит и остатак краљевске породице сваке године традиционално присуствују овом догађају. Такође сваке године учествују у прослави Дана државности.
Мете-Морит, Хокон и други чланови норвешке краљевске породице присуствовали су многим свечаним догађајима у Норвешкој и иностранству, као што су венчања Вилема-Александера од Холандије, Фредерика од Данске, Фелипеа од Шпаније, Викторије од Шведске и Алберта II од Монака, крунисање Вилема-Александера од Холандије и тако даље. Они су такође учествовали у јавном оплакивању жртава напада у Норвешкој 22. јула 2011. у којима је страдао Мете-Маритин брат по очуху.
Мете-Марит је врло посвећена хуманитарном раду. Она и престолонаследник Хокон су 2001. године основали сопствени хуманитарни фонд Kronprinsparets Fond.

## Титуле
- 19. август 1973 — 25. август 2001: Госпођица Мете-Марит Тјесем Хејби
- 23. јун 2001 — тренутно: Њено краљевско височанство крунска принцеза Норвешке

## Ордени
- Аустрија: Орден части за заслуге Републици Аустрији[25]
- Бразил: Велики крст Реда Јужног крста
- Бугарска: Орден Реда Старе Планине
- Естонија: Велики крст Реда Крста Тера Маријана
- Италија: Велики крст Реда за заслуге Републици Италији
- Јапан: Велики крст Реда Драгоцене круне
- Литванија: Велики крст Реда Витаутаса Великог
- Луксембург: Велики крст Реда Адолфа од Насауа
- Норвешка: Велики крст са траком Краљевског реда Светог Улава
- Норвешка: Велики крст Реда за заслуге Норвешкој
- Пољска: Велики крст Реда за заслуге Републици Пољској
- Португал: Велики крст Реда Хенрика Морепловца
- Финска: Командир Реда Беле руже[26]
- Холандија: Велики крст Реда Орање-Насауа
- Шведска: Витез Краљевског реда Серафима
- Шпанија: Велики крст Реда Карлоса III

## Породично стабло
|  |                           |  |  |  |  |  |  |  |  |  |  |  |  |  |  |  |
|  | 2. Sven O. Høiby          |  |  |  |  |  |  |  |  |  |  |  |  |  |  |  |
|  |                           |  |  |  |  |  |  |  |  |  |  |  |  |  |  |  |
|  |                           |  |  |  |  |  |  |  |  |  |  |  |  |  |  |  |
|  | 1. Мете-Марит од Норвешке |  |  |  |  |  |  |  |  |  |  |  |  |  |  |  |
|  |                           |  |  |  |  |  |  |  |  |  |  |  |  |  |  |  |
|  |                           |  |  |  |  |  |  |  |  |  |  |  |  |  |  |  |
|  | 3.                        |  |  |  |  |  |  |  |  |  |  |  |  |  |  |  |
|  |                           |  |  |  |  |  |  |  |  |  |  |  |  |  |  |  |
|  |                           |  |  |  |  |  |  |  |  |  |  |  |  |  |  |  |